# Comuna Dolhești, Iași
Dolhești este o comună în județul Iași, Moldova, România, formată din satele Brădicești, Dolhești (reședința) și Pietriș.

## Așezare
Comuna se află în sud-estul județului, la limita cu județul Vaslui. Este străbătută de șoseaua județeană DJ244D, care o leagă spre nord de Ciortești (unde se termină în DN24) și spre sud în județul Vaslui de Bunești-Averești, Duda-Epureni și Huși (unde se termină în DN24B).

## Demografie
Componența etnică a comunei Dolhești
     Români (68,07%)
     Romi (19,4%)
     Alte etnii (12,52%)
Componența confesională a comunei Dolhești
     Ortodocși (84,59%)
     Adventiști (2,2%)
     Alte religii (0,69%)
     Necunoscută (12,52%)
Conform recensământului efectuat în 2021, populația comunei Dolhești se ridică la 2.180 de locuitori, în scădere față de recensământul anterior din 2011, când fuseseră înregistrați 2.638 de locuitori. Majoritatea locuitorilor sunt români (68,07%), cu o minoritate de romi (19,4%). Din punct de vedere confesional, majoritatea locuitorilor sunt ortodocși (84,59%), cu o minoritate de adventiști (2,2%), iar pentru 12,52% nu se cunoaște apartenența confesională.

## Politică și administrație
Comuna Dolhești este administrată de un primar și un consiliu local compus din 11 consilieri. Primarul, Iulian-Mirel Tăbăcaru[*], de la Partidul Național Liberal, este în funcție din 1 noiembrie 2024. Începând cu alegerile locale din 2024, consiliul local are următoarea componență pe partide politice:
|  | Partid                    | Consilieri | Componența Consiliului | Componența Consiliului | Componența Consiliului | Componența Consiliului | Componența Consiliului | Componența Consiliului |
|  | ------------------------- | ---------- | ---------------------- | ---------------------- | ---------------------- | ---------------------- | ---------------------- | ---------------------- |
|  | Partidul Național Liberal | 6          |                        |                        |                        |                        |                        |                        |
|  | Partidul Social Democrat  | 4          |                        |                        |                        |                        |                        |                        |
|  | Uniunea Salvați România   | 1          |                        |                        |                        |                        |                        |                        |

## Istorie
La sfârșitul secolului al XIX-lea, comuna făcea parte din plasa Crasna a județului Fălciu și era formată din satele Dolhești și Pietrișu, având 1500 de locuitori, o școală și o biserică. La acea vreme, pe teritoriul actual al comunei mai funcționa, în aceeași plasă, și comuna Brădicești, formată din satele Brădicești și Tălpigeni, cu 1237 de locuitori, comună ce avea și ea o școală și o biserică. Anuarul Socec din 1925 consemnează desființarea comunei Brădicești și trecerea satului Brădicești la comuna Dolhești, care aparținea plășii Răducăneni a aceluiași județ, având 2847 de locuitori în satele ce o alcătuiesc și astăzi.
În 1950, comuna a fost transferată raionului Codăești și apoi (după 1956) raionului Iași din regiunea Iași. În 1968, ea a trecut la județul Iași.

## Monumente istorice

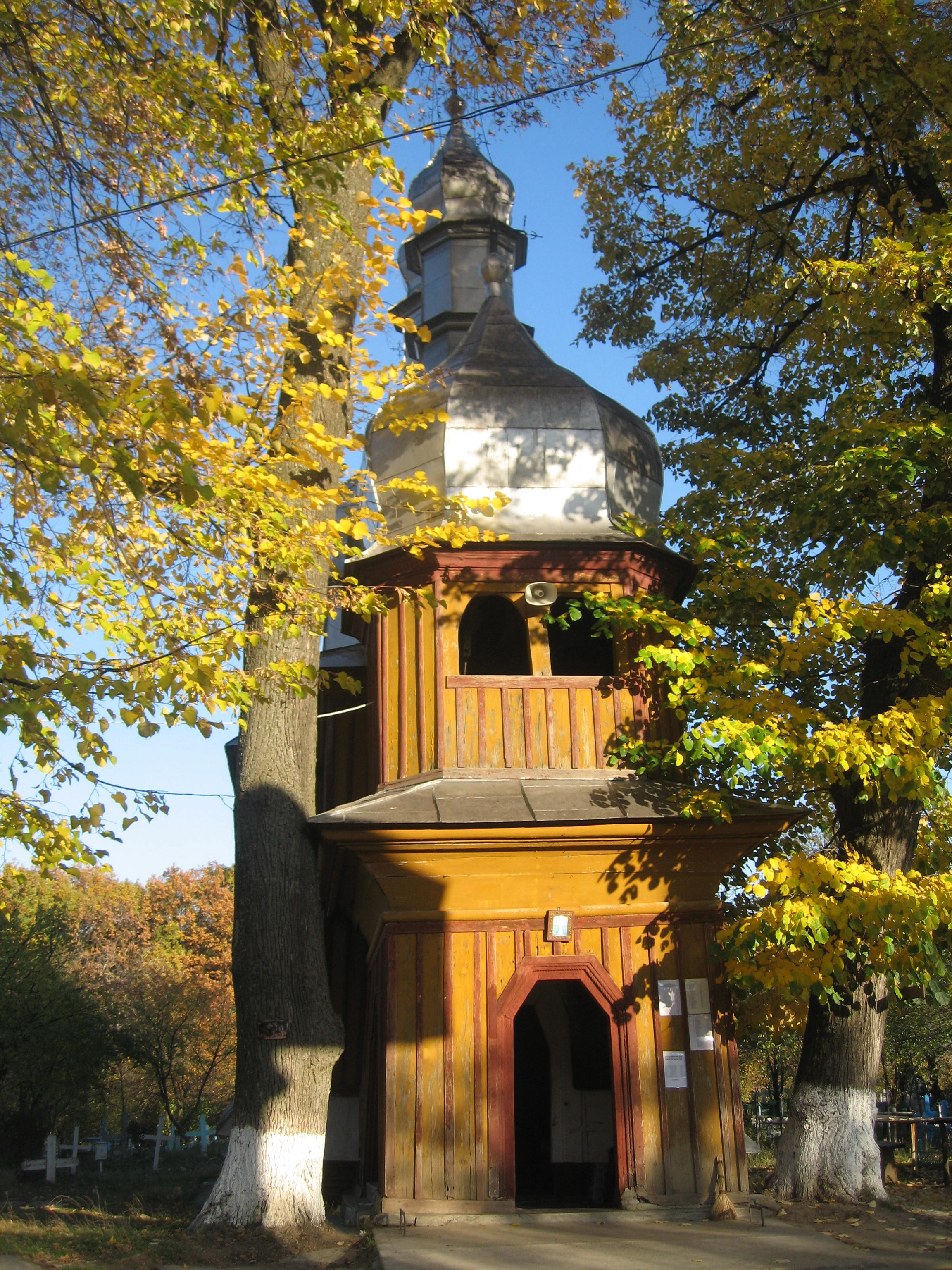
Biserica de lemn „Buna Vestire” din Brădicești, monument istoric de interes local

Două obiective din comuna Dolhești sunt incluse în lista monumentelor istorice din județul Iași ca monumente de interes local. Unul este un sit arheologic, aflat „la Odaie”, la circa 700 m sud-vest de satul Brădicești, unde s-au găsit urmele unor așezări din neolitic (cultura Starčevo-Criș), perioada Halstatt (grupul Cozia), secolele al VI-lea–al V-lea î.e.n. (Halstattul final), secolele al V-lea–I î.e.n. (perioada Latène), secolele al II-lea–al III-lea e.n. (epoca romană), secolul al IV-lea e.n. (epoca daco-romană), secolele al XI-lea–al XII-lea (Evul Mediu Timpuriu) și secolele al XV-lea–al XVI-lea (Evul Mediu). Celălalt obiectiv, clasificat ca monument de arhitectură, este biserica de lemn „Buna Vestire”, construită pe la 1691, și aflată în satul Brădicești.

## Personalități născute aici
- Constantin V. Gheorghiu (1894 - 1956), academician, chimist, membru corespondent (1955) al Academiei Române.